# Kerur
Kerur là một thị xã panchayat của quận Bagalkot thuộc bang Karnataka, Ấn Độ.

## Địa lý
Kerur có vị trí 16°01′B 75°34′Đ / 16,02°B 75,57°Đ Nó có độ cao trung bình là 617 mét (2024 feet).

## Nhân khẩu
Theo điều tra dân số năm 2001 của Ấn Độ, Kerur có dân số 17.206 người. Phái nam chiếm 50% tổng số dân và phái nữ chiếm 50%. Kerur có tỷ lệ 58% biết đọc biết viết, thấp hơn tỷ lệ trung bình toàn quốc là 59,5%: tỷ lệ cho phái nam là 69%, và tỷ lệ cho phái nữ là 48%. Tại Kerur, 14% dân số nhỏ hơn 6 tuổi.